# Hymn Mołdawii
Limba Noastra (pol. Nasz język) – hymn państwowy Mołdawii. Został przyjęty w 1994 roku, zastępując wcześniejszą pieśń Deșteaptă-te, române (pol. Przebudź się, Rumunie) będącą jednocześnie hymnem Mołdawii jak i hymnem narodowym Rumunii. Słowa nowego hymnu napisał Alexei Mateevici, a muzykę skomponował Alexandru Cristi.
W żadnym miejscu pieśni nie pada nazwa języka, co stanowi rodzaj kompromisu między zwolennikami odrębności języka mołdawskiego a tymi, którzy uznają go za co najwyżej dialekt rumuńskiego.

## Oficjalne słowa rumuńskie i polskie tłumaczenie
| Limba noastră-i o comoară În adâncuri înfundată Un șirag de piatră rară Pe moșie revărsată. Limba noastră-i foc ce arde Într-un neam, ce fără veste S-a trezit din somn de moarte Ca viteazul din poveste. Limba noastră-i numai cântec, Doina dorurilor noastre, Roi de fulgere, ce spintec Nouri negri, zări albastre. Limba noastră-i graiul pâinii, Când de vânt se mișcă vara; In rostirea ei bătrânii Cu sudori sfințit-au țara. Limba noastră-i frunză verde, Zbuciumul din codrii veșnici, Nistrul lin, ce-n valuri pierde Ai luceferilor sfeșnici. Nu veți plânge-atunci amarnic, Că vi-i limba prea săracă, Și-ți vedea, cât îi de darnic Graiul țării noastre dragă. Limba noastră-i vechi izvoade. Povestiri din alte vremuri; Și citindu-le 'nșirate, - Te-nfiori adânc și tremuri. Limba noastră îi aleasă Să ridice slava-n ceruri, Să ne spiue-n hram și-acasă Veșnicele adevăruri. Limba noastra-i limbă sfântă, Limba vechilor cazanii, Care o plâng și care o cântă Pe la vatra lor țăranii. Înviați-vă dar graiul, Ruginit de multă vreme, Stergeți slinul, mucegaiul Al uitării 'n care geme. Strângeți piatra lucitoare Ce din soare se aprinde - Și-ți avea în revărsare Un potop nou de cuvinte. Răsări-va o comoară În adâncuri înfundată, Un șirag de piatră rară Pe moșie revărsată. | Język nasz jest skarbem, co z głębin się wyłania Sznurem kamieni drogocennych, Rozproszonym po naszych starodawnych ziemiach. Nasz język jest płomieniem buszującym Między ludźmi budzącymi się ze snu, bez ostrzeżenia, Tak, jak rycerze z legend. Nasz język tworzą pieśni z najgłębszych zakątków duszy, Błyskawicą, uderzającą nagle Z ciemnych chmur nad błękitnym horyzontem Język nasz jest językiem chleba, Gdy wiatr wieje letnią porą Nasi ojcowie go stworzyli, Błogosławiąc kraj swój pracą. Nasz język jest liściem najzieleńszym Lasów wiecznie zielonych, Dniestr spokojnie faluje Odbijając w sobie gwiazdy. Nie krzycz teraz gorzkich żali, Że twój język zbyt ubogi, A zobaczysz, jak obfita Mowa jest twojego kraju. Język nasz jest pełen legend, Opowieści z dawnych czasów, Kiedy z nimi się zapoznasz, wtedy zadrżysz ze wzruszenia! Nasz język został wybrany, By modły wznosić do nieba. Wypowiadane z żarliwością, Która nigdy nie ustanie. Nasz język - to język święty, językiem jest dawnych kazań, co na wieki przechowane, przetrwały w pamięci ludu. Język nasz zmartwychwstały, Rdzewiał przez długie wieki, Lecz pozbył się błota i ziemi, Pokrywających go w czas zapomnienia. Zbierz teraz błyszczące kamienie, Odbijające światło słońca - Zobaczysz nieposkromioną powódź Słów nowych, które płyną. Skarb gwałtownie wykiełkuje, Z głębin przeszłości - Sznur kamieni drogocennych Rozsypany po naszym drogim kraju! |

Pogrubiono zwrotki obecnie śpiewane.